# Jasper Aerents
Jasper Aerents (Gent, 18 december 1992) is een Belgische zwemmer, gespecialiseerd in de vrije slag. 

## Levensloop
Hij is aangesloten bij de Koninklijkse Brugse ZK. Hij heeft het Belgisch record in handen op drie estafettenummers in klein bad: de 4x50m vrije slag, de 4x100m vrije slag en de 4x50m wisselslag. 
Op het EK kortebaan 2011 pakte hij samen met François Heersbrandt, Emmanuel Vanluchene en Louis Croenen een bronzen medaille op de 4x50m vrije slag in een nieuwe Belgische recordtijd van 1.25,83. Het jaar erop won hij opnieuw een bronzen medaille medaille op de 4 x50m vrije slag. 
Samen met Dieter Dekoninck, Emmanuel Vanluchene en Pieter Timmers schreef hij een stukje geschiedenis op de Olympische Spelen 2012 door zich te plaatsen voor de finale van de 4x100m vrije slag. Het Belgische estafetteteam is uiteindelijk achtste en laatste geworden in de finale van de 4x100m vrije slag.
Individueel zwom hij later op het toernooi nog de reeksen van de 50m vrije slag. Aerents zwom van begin tot einde aan de leiding in zijn reeks en finishte amper een honderdste boven zijn persoonlijk record in een tijd van 22,43. Dit was niet voldoende om door te stoten naar de halve finale en hij strandde dus op een 22e plaats.

## Belangrijkste resultaten
| Jaar | Olympische Spelen                         | WK langebaan                                                | WK kortebaan                                                | EK langebaan                                                            | EK kortebaan                                                                      |
| ---- | ----------------------------------------- | ----------------------------------------------------------- | ----------------------------------------------------------- | ----------------------------------------------------------------------- | --------------------------------------------------------------------------------- |
| 2010 |                                           |                                                             | geen deelname                                               | 16e 50m vrije slag 7e 4x100m vrije slag                                 | 11e 50m vrije slag 6e 100m vrije slag 6e 4x50m vrije slag 8e 4x50m wisselslag     |
| 2011 |                                           | 30e 50m vrije slag 31e 100m vrije slag                      |                                                             |                                                                         | 12e 50m vrije slag · 14e 100m vrije slag · 4x50m vrije slag · 6e 4x50m wisselslag |
| 2012 | 22e 50m vrije slag 8e 4x100m vrije slag   |                                                             | geen deelname                                               | 12e 50m vrije slag serie 100m vrije slag 4e 4x100m vrije slag           | 8e 50m vrije slag · 13e 100m vrije slag · 4x50m vrije slag                        |
| 2013 |                                           | 9e 4x100m vrije slag                                        |                                                             |                                                                         | 6e 50m vrije slag · 9e 100m vrije slag · 4x50m vrije slag                         |
| 2014 |                                           |                                                             | 17e 50m vrije slag 4e 4x50m vrije slag 6e 4x100m vrije slag | 16e 50m vrije slag 23e 100m vrije slag 5e 4x100m vrije slag             |                                                                                   |
| 2015 |                                           | 27e 50m vrije slag 22e 100m vrije slag 9e 4x100m vrije slag |                                                             |                                                                         | 13e 50m vrije slag 10e 100m vrije slag 4e 4x50m vrije slag 12e 4x50m wisselslag   |
| 2016 | 39e 100m vrije slag 6e 4x100m vrije slag  |                                                             | 35e 50m vrije slag 38e 100m vrije slag                      | 27e 50m vrije slag · 38e 100m vrije slag · 4x100m vrije slag            |                                                                                   |
| 2017 |                                           | geen deelname                                               |                                                             |                                                                         | 36e 50m vrije slag 42e 100m vrije slag 7e 4x50m vrije slag 17e 4x50m wisselslag   |
| 2018 |                                           |                                                             | geen deelname                                               | 34e 100m vrije slag 14e 4x100m vrije slag 10e 4x100m vrije slag gemengd |                                                                                   |
| 2019 |                                           | 14e 4x100m vrije slag                                       |                                                             |                                                                         | geen deelname                                                                     |
| 2020 | Geen toernooien vanwege de coronapandemie | Geen toernooien vanwege de coronapandemie                   | Geen toernooien vanwege de coronapandemie                   | Geen toernooien vanwege de coronapandemie                               | Geen toernooien vanwege de coronapandemie                                         |
| 2021 | geen deelname                             |                                                             | 22e 50m vrije slag 21e 100m vrije slag 6e 4x50m vrije slag  | 38e 50m vrije slag 70e 100m vrije slag 11e 4x100m vrije slag            | 12e 50m vrije slag 13e 100m vrije slag                                            |

## Persoonlijke records
(Bijgewerkt tot en met 18 december 2017)

### Kortebaan
| Afstand         | Tijd    | Datum            | Plaats     |
| --------------- | ------- | ---------------- | ---------- |
| 50m vrije slag  | 21,50   | 8 augustus 2013  | Eindhoven  |
| 100m vrije slag | 47,30   | 7 augustus 2013  | Eindhoven  |
| 200m vrije slag | 1.46,72 | 21 november 2010 | Wachtebeke |

### Langebaan
| Afstand         | Tijd    | Datum            | Plaats    |
| --------------- | ------- | ---------------- | --------- |
| 50m vrije slag  | 22,17   | 19 januari 2013  | Antwerpen |
| 100m vrije slag | 49,08   | 28 februari 2016 | Antwerpen |
| 200m vrije slag | 1.51,24 | 3 mei 2014       | Antwerpen |